# ان‌جی‌سی ۳۰۴
ان‌جی‌سی ۳۰۴ (انگلیسی: NGC 304) نام یک کهکشان عدسی در صورت فلکی آندرومدا است.